# サベナ・ベルギー航空
サベナ・ベルギー航空 (サベナ・ベルギーこうくう、Sabena , フランス語：Société Anonyme Belge d'Exploitation de la Navigation Aérienne) は、2001年まで存在したベルギーの航空会社。

## 概要
古い歴史を持つ同国のフラッグ・キャリアだった。「サベナ（SABENA）」という言葉は、フランス語の"Société Anonyme Belge d'Exploitation de la Navigation Aérienne"（直訳すると「ベルギー航空航法サービス会社」）の各単語の頭文字を取ったものである。機体は白地に青が基本で、垂直尾翼に"S"を象ったマークが付けられていた。

## 歴史

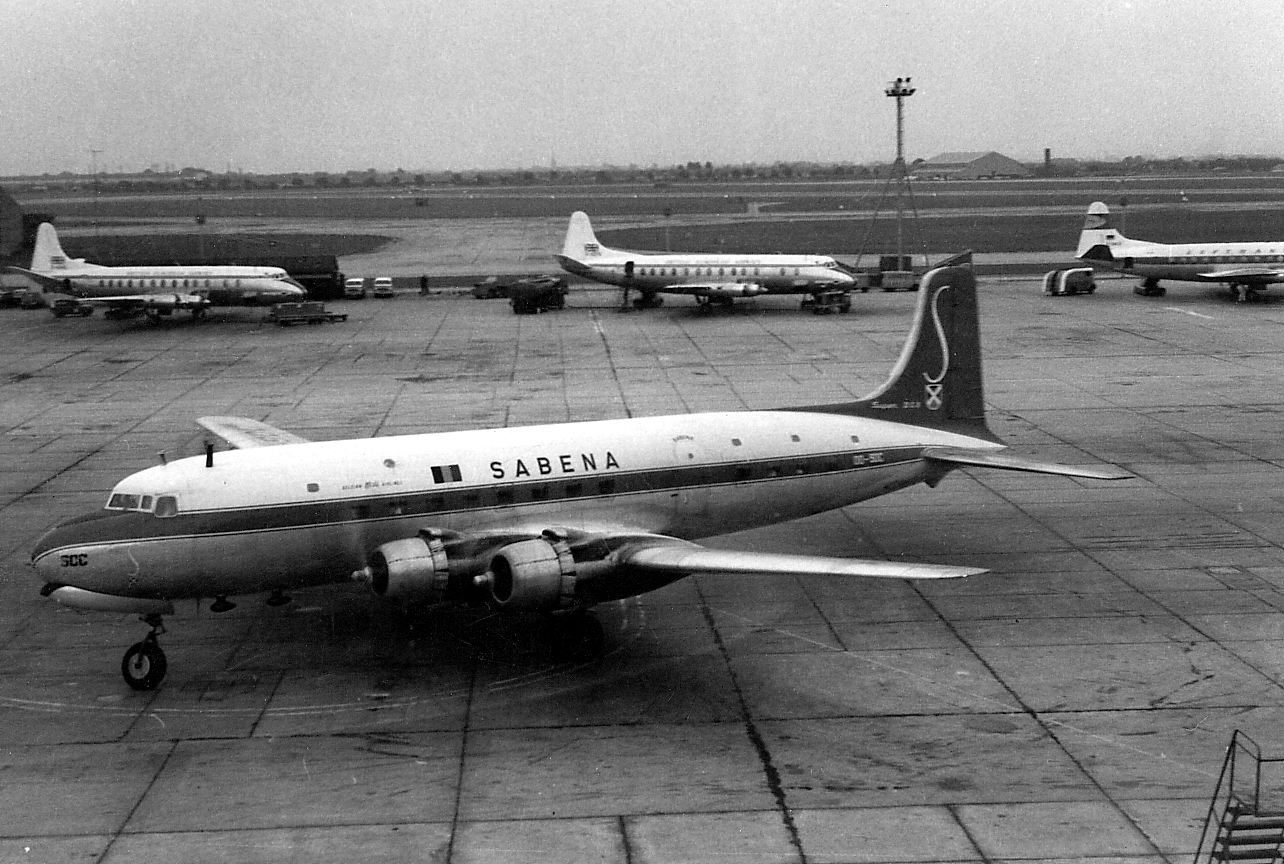
サベナ航空のダグラス DC-6型機

1923年に、ベルギー本国とベルギーの植民地だったベルギー領コンゴとを結ぶ国営航空会社として設立。ただし、実際にブリュッセルとコンゴの間の運航を始めたのは1935年である。
第二次世界大戦でベルギーがドイツに占領されたために壊滅的な打撃を受けるが、戦後には復活。首都ブリュッセルを中心に路線網を拡げ、ヨーロッパ、アフリカのみならず、ニューヨーク、中東、アジアや極東にも進出した。
日本へは極東アジア路線として、1969年（昭和44年）4月5日から東京国際空港（羽田空港）に就航を開始して、就航当初の1969～1971年頃はブリュッセル - 東京（羽田）間を、ブリュッセル - アテネ - テヘラン - バンコク - 東京の中東アジア路線と、ブリュッセル - アテネ - ボンベイ - バンコク - マニラ - 東京のアジア路線、以上2通りのヨーロッパ南廻り線及び、ブリュッセル - アンカレッジ - 東京の北極上空を通過する北極路線の3通りで、週3往復をボーイング707型機で運航していたことがある。翌年の1972年にはテヘランを経由する中東・アジア路線が運航停止になり、その後、ヨーロッパ南廻り線は全て廃止されて、北極廻り線のみを週3便DC-10コンビによって運航するようになり、1978年5月20日の成田空港開港後は成田に乗り入れ、1990年代半ばからは全日本空輸（ANA）とのコードシェア便となった。
ブリュッセル - 成田間では機内サービスとして、日本人乗客向けに日本人客室乗務員を乗務させていたほか、ブリュッセルの空港では、主に日本人乗客のために搭乗手続きや案内業務を行う、日本人の空港地上職員も採用していた。
ベルギーは小国ゆえ国内線がほとんどなく、国際線に頼りがちであった。その上経営効率が悪かったために黒字を計上したのはわずか1年だけという状態で、慢性的な高コスト体質による赤字が続き、ベルギー政府からの補助金によってそれを補てんしていた。そのような経営環境だったため、1990年代に入り、規制緩和で格安航空会社との競争が激化すると、経営状態はますます悪化した。欧州委員会は、政府による自国航空会社の手厚い保護を認めないという姿勢を打ち出したため、それまでベルギー政府の庇護を受けていたサベナは転換を迫られた。
このため、1990年代前半には隣国フランスのエールフランスと提携するが、その当時のエールフランスもサベナ航空と同じ経営状況は厳しく、この提携は長続きしなかった。1990年代後半には新たにスイス航空と資本提携を結び、「クオリフライヤー」と呼ばれる航空連合を形成した。しかし、1990年代末にはスイス航空が墜落事故を起こしたことにより業績が悪化し、2001年9月11日の同時多発テロ事件の影響もあり、サベナを支援することが出来なくなってしまった。最終的にはライアンエアーがブリュッセルに拠点を構えたことによる競争激化によりサベナは経営破綻し、2001年の10月末をもって成田線から撤退、同年11月7日には全ての運航を停止した。翌年にはスイス航空もサベナと共倒れになる形で倒産し、クオリフライヤーグループも消滅した。
その後、サベナの機材や路線の一部などを新規に設立されたSNブリュッセル航空が引き継ぎ、尾翼のマークもそのままに使用されたが、2007年にヴァージングループのヴァージン・エキスプレスと合併しブリュッセル航空となった。この際に尾翼のマークはドットで「b」をあしらったものに変更され、サベナの名残はブリュッセル航空の2レターコード(SN)に残るのみとなっている。

## 使用された主な機材
ボーイング製航空機の顧客番号（カスタマーコード）は29だった。
- DC-4
- DC-6
- DC-7
- ボーイング707
- ボーイング727
- ボーイング737
- シュド・カラベル
- ボーイング747
- DC-10
- MD-11（全機シティ・バード（英語版）[注釈 2]からのリース機材）
- エアバスA310
- エアバスA320シリーズ
- エアバスA330
- エアバスA340
- フォッカー F27
- フォッカー F28
- ATR 72
- BAC 1-11
- BAe 146

- シュド・カラベル
- フォッカーF27
- ボーイング707
- ボーイング747-100
- ボーイング747-300
- DC-10
- エアバスA310
- BAC 1-11
- フォッカーF28
- MD-11
- エアバスA320 倒産直前の2001年の塗装
- エアバスA330
- エアバスA340
- ATR 72
- BAe 146